# Estación 9 de Julio Norte
9 de Julio Norte es una estación ferroviaria  abandonada ubicada en la ciudad de Nueve de Julio, en el partido de Nueve de Julio, provincia de Buenos Aires, Argentina.

## Ubicación
La estación se ubica al noreste del tejido urbano de la ciudad de Nueve de Julio.

## Historia
Fue inaugurada en 1911 por la Compañía General de Ferrocarriles en la Provincia de Buenos Aires. Sus servicios cesaron en 1961 a causa del Plan Larkin.